# Edelmir Galdón Casanoves
Edelmir Galdón Casanoves és un sindicalista i polític valencià, originari de l'Alcúdia.

## Trajectòria
Era fill d'un veterà militant del PSOE i de la UGT de l'Alcúdia. Llicenciat en filosofia i lletres, durant la seva etapa universitària va militar a les Joventuts Comunistes d'Espanya i formà part dels Cercles Obrers de la Lliga Comunista Revolucionària, però el 1973 va ingressar en el PSOE.
Alhora milità en la UGT, i quan l'abril de 1977 foren legalitzats els sindicats, fou escollit secretari general de la UGT de València. Sindicalment va refusar participar de l'estratègia de Comissions Obreres de participar en els comitès d'empresa en els darrers anys del franquisme. Va intentar mantenir l'autonomia del sindicat respecte al PSOE, cosa que va provocar tensions internes. Els partidaris d'una major connexió amb el partit, dirigits per Jaume Castells Ferrer, provocaren una moció de censura que van perdre.
Tanmateix, la derrota de la UGT en les primeres eleccions sindicals lliures davant Comissions Obreres (26,8% dels delegats d'UGT contra el 42,5% dels delegats per CCOO) va danyar el seu prestigi, i seva la proposta de pactar amb la CNT fou desautoritzada per la secretaria confederal de la UGT, raó per la qual va dimitir el maig de 1979 i fou substituït per Antonio Cebrián Ferrer.
Posteriorment ha treballat com a funcionari de la Generalitat Valenciana, sent cap de la Secció de Difusió Cultural de la Conselleria de Cultura i Esports. En 2009 era president del Bloc de Progrés Jaume I de l'Alcúdia.

## Obres
- La batalla por Valencia, una victoria defensiva, Publicacions de la Universitat de València, 2010, 288 pàgines, ISBN 8437079551